# 金子浩
金子 浩（かねこ ひろし、1958年 - ）は、日本の翻訳家。千葉県出身。早稲田大学政治経済学部中退。
ジャック・ケッチャムの翻訳のほとんどを担当している他、科学書、ミステリ、SFを翻訳している。

## 訳書
- 『ソ連・東欧のUFO : 地球は彼らにとりまかれている』（ヨーン・ホバナ,ジュリアン・ウィーヴァーバーグ共著、金子浩,工藤竜広共訳、たま出版） 1990
- 『ストーカーズ』（ケネス・J・ハーヴェイ、扶桑社、扶桑社ミステリー） 1995
- 『愛欲と殺人』（マイク・ジェイムズ編、扶桑社、扶桑社ノンフィクション） 1996
- 『大統領に会った宇宙人 : ペンタゴンの宇宙人極秘報告』（フランク・E・ストレンジズ、たま出版、たまの新書） 1996
- 『ペットたちの不思議な能力』（ブラッド&シェリー・ステイガー、扶桑社） 1996、のち扶桑社ノンフィクション 1998
- 『5つ星の脳』（トム・ウージェック、三田出版会） 1997
- 『宇宙飛行士が答えた500の質問』（R・マイク・ミュレイン、三田出版会） 1997
- 『世界の謎と不思議百科』（ジョン&アン・スペンサー、扶桑社、扶桑社ノンフィクション) 1997
- 『元気なアメリカの愉快なオフィス』（デイブ・ヘムサス,レスリー・ヨーキズ、三田出版会） 1998
- 『それは火星人の襲来から始まった : 現実を侵略するヴァーチャル・リアリティの脅威』（マーク・スロウカ、早川書房） 1998
- 『つかぬことをうかがいますが… : 科学者も思わず苦笑した102の質問』（ニュー・サイエンティスト編集部編、早川書房、ハヤカワ文庫NF) 1999
- 『魔笛』（ディラン・ジョーンズ、講談社、講談社文庫) 1999
- 『999 : 聖金曜日』（アル・サラントニオ編、共訳、東京創元社、創元推理文庫) 2000
- 『ヴァンパイア・ジャンクション』（S・P・ソムトウ、東京創元社、創元推理文庫) 2001
- 『また、つかぬことをうかがいますが… : 科学者も居留守を使う98の質問』（ニュー・サイエンティスト編集部編、早川書房、ハヤカワ文庫NF) 2001
- 『撃て、そして叫べ』（ダグラス・E・ウィンター、講談社、講談社文庫) 2001
- 『宇宙からオーロラは見えるの? : 宇宙飛行士が答える380の質問』（R・マイク・ミュレイン、金子浩訳、早川書房、ハヤカワ文庫NF) 2001
- 『プレイフル・ワールド : ハイテクおもちゃと遊ぼう』（マーク・ペシ、早川書房） 2001
- 『仕事を楽しんで、最高の成果を上げる301の工夫』（デイブ・ヘムサス,レスリー・ヤーキズ、PHP研究所） 2002
- 『匂いの帝王 : 天才科学者ルカ・トゥリンが挑む嗅覚の謎』（チャンドラー・バール、早川書房） 2003
- 『ER襲撃』（グレッグ・ハーウィッツ、ソニー・マガジンズ、ヴィレッジブックス) 2005
- 『グリュフォンの卵』（マイクル・スワンウィック、小川隆,幹遥子他共訳、早川書房、ハヤカワ文庫SF） 2006
- 『シンギュラリティ・スカイ』（チャールズ・ストロス、早川書房、ハヤカワ文庫SF） 2006
- 『アイアン・サンライズ』（チャールズ・ストロス、早川書房、ハヤカワ文庫SF） 2006
- 『処刑者たち』上・下（グレッグ・ハーウィッツ、ヴィレッジブックス） 2007
- 『黒体と量子猫 : ワンダフルな物理史「現代篇」2』（ジェニファー・ウーレット、金子浩,小野木明恵,大山晶子,野中香方子,水谷淳訳、早川書房、ハヤカワ文庫NF、<数理を愉しむ>シリーズ） 2007
- 『残虐行為記録保管所』（チャールズ・ストロス、早川書房、海外SFノヴェルズ） 2007
- 『探索者』（ジャック・マクデヴィット、早川書房、海外SFノヴェルズ） 2008
- 『ライディング・ロケット : ぶっとび宇宙飛行士、スペースシャトルのすべてを語る』上・下（マイク・ミュレイン、化学同人） 2008
- 『クリスタル・レイン』（トバイアス・S・バッケル、早川書房、ハヤカワ文庫SF） 2009
- 『天空のリング』（ポール・メルコ、早川書房、ハヤカワ文庫SF） 2010
- 『犯罪小説家』（グレッグ・ハーウィッツ、ヴィレッジブックス） 2010
- 『ねじまき少女』上・下（パオロ・バチガルピ、田中一江共訳、早川書房、ハヤカワ文庫SF） 2011
- 『リトル・ブラザー』（コリイ・ドクトロウ、早川書房） 2011
- 『グランド・セントラル・アリーナ』上・下（ライク・E・スプアー、早川書房、ハヤカワ文庫SF） 2011
- 『第六ポンプ』（パオロ・バチガルピ、中原尚哉共訳、早川書房、新☆ハヤカワ・SF・シリーズ) 　2012、のち文庫
- 『若き少尉の初陣 : 若獅子ヘルフォート戦史』（グレアム・シャープ・ポール、早川書房、ハヤカワ文庫) 2012
- 『アインシュタイン痛快!宇宙論』（村山斉監修、イアン・フリットクロフト原作、ブリット・スペンサー作画、集英社インターナショナル、知のトレッキング叢書） 2013
- 『オリバー・ストーンが語るもうひとつのアメリカ史3』（オリバー・ストーン,ピーター・カズニック、共訳、早川書房） 2013
- 『インターネットを探して』（アンドリュー・ブルーム、早川書房） 2013
- 『無伴奏ソナタ』（オースン・スコット・カード、金子司,山田和子共訳、早川書房、ハヤカワ文庫 SF） 2014
- 『2312 : 太陽系動乱』上・下（キム・スタンリー・ロビンスン、東京創元社、創元SF文庫） 2014
- 『われらはレギオン1 AI探査機集合体』（デニス・E・テイラー、早川書房） 2018
- 『われらはレギオン2 アザーズとの遭遇』（デニス・E・テイラー、早川書房） 2018
- 『われらはレギオン3 太陽系最終大戦』（デニス・E・テイラー、早川書房） 2018
- 『われらはレギオン4 上 驚異のシリンダー世界』上・下（デニス・E・テイラー、早川書房） 2022

### ジャック・ケッチャム作品
- 『隣の家の少女』（ジャック・ケッチャム、扶桑社、扶桑社ミステリー） 1998
- 『老人と犬』（ジャック・ケッチャム、扶桑社、扶桑社ミステリー） 1999
- 『オフシーズン』（ジャック・ケッチャム、扶桑社、扶桑社ミステリー） 2000
- 『地下室の箱』（ジャック・ケッチャム、扶桑社、扶桑社ミステリー） 2001
- 『黒い夏』（ジャック・ケッチャム、扶桑社、扶桑社ミステリー） 2005
- 『襲撃者の夜』（ジャック・ケッチャム、扶桑社、扶桑社ミステリー） 2007
- 『閉店時間 : ケッチャム中篇集 』（ジャック・ケッチャム、扶桑社、扶桑社ミステリー） 2008
- 『森の惨劇』（ジャック・ケッチャム、扶桑社、扶桑社ミステリー） 2010
- 『ザ・ウーマン』（ジャック・ケッチャム,ラッキー・マッキー、扶桑社、扶桑社ミステリー） 2012
- 『わたしはサムじゃない』（ジャック・ケッチャム,ラッキー・マッキー、扶桑社、扶桑社ミステリー） 2014
- 『狙われた女』（ジャック・ケッチャム,リチャード・レイモン,エドワード・リー、尾之上浩司共訳、扶桑社、扶桑社ミステリー） 2014